# Homebrew de PlayStation Portable
En PSP existen diversos tipos de homebrews, desde reproductores de música hasta emuladores de otras consolas. Un homebrew es un programa desarrollado generalmente por programadores aficionados.

## Denominación de los tipos de software
- Downgrades, Downgradear: en el argot de los aficionados, es la forma de decir el bajar la versión a la PSP para llegar a una versión sin los bloqueos implementados por versiones más recientes del firmware oficial de Sony, para poder instalar un firmware alternativo o custom firmware, que sea capaz de hacer funcionar homebrew y "copias de seguridad" entre otras cosas. Una forma confundida numerosas veces con piratear, que es usar copias ilegales de videojuegos. El término correcto es "liberar", esto es, permitir que el usuario disponga como quiera de su propiedad. Inicialmente, con la PSP 1000 se tenía como objetivo la versión 1.50 oficial de SONY, pero con la llegada de los modelos con la denominada "placa maldita" (PSP 2000, PSP 3000 y PSP GO) se busca llegar a la versión 6.20, ya que es la única versión oficial sobre la que se puede instalar un Custom Firmware permanente en los modelos más recientes.

- Aplicaciones: o programas. Reproductores (MIDI, PMP, etc.), visualizadores de imágenes y archivos, exploradores, programas de información, plugins con diferentes funciones (como visualizar la pantalla de la PSP en el PC), etc, aunque también dispone, entre otras cosas, de completos shells que disponen de una gran variedad de funciones.

- Emuladores: son programas que interpretan software de otros sistemas operativos, haciéndolo funcionar. Los más importantes son los de Java, Game Boy Advance, PlayStation, SNES, Sega Mega Drive o Nintendo 64 entre otros. La existencia de un gran número de gadgets, como teléfonos móviles y otras videoconsolas como la GP2X libre, permiten una mayor diversidad de adaptaciones de software libre, como MAME4ALL, un emulador de software de diversas compañías, agrupadas bajo el nombre MAME y que se ha portado directamente a PSP desde la versión GP2X y después a Nintendo DS.

- Plugins: los plugins son pequeñas aplicaciones con una función específica, en la PSP se ejecutan a través del Recovery Mode, modo de recuperación. Su función en esta plataforma es bastante interesante, algunos plugins pueden, por ejemplo, permitir la ejecución de códigos GameShark, hacer capturas de pantalla o ampliar las funciones del firmware en general.

Para ejecutar homebrew en la PSP es necesario tener un firmware alternativo llamado custom firmware.
El firmware de la consola puede ser actualizado descargándolo vía Wi-Fi desde los servidores de Sony o descargando la actualización en un ordenador (EBOOT. PBP) y transfiriéndolo vía USB a la carpeta \PSP\GAME\UPDATE de la PSP y posteriormente ejecutándolo como si de una aplicación se tratara. Además, la mayoría de los juegos contienen las actualizaciones necesarias para poder jugar en caso de tener un firmware anterior al exigido. Los firmwares del sistema son compatibles para una máquina de cualquier región del mundo, pero Sony recomienda ampliamente usar la actualización de la región correspondiente.
Las actualizaciones de firmware deben estar firmadas digitalmente y ser superiores al firmware de la consola para que se pueda llevar a cabo la actualización.
Las actualizaciones del firmware han incluido desde un navegador web, un lector RSS, compresión de vídeo AVC, posibilidad de cambiar el fondo de pantalla, códecs variados de audio (WMA, AAC, etc.) y numerosos cambios en la seguridad del sistema intentando así limitar la utilización de homebrew. La última versión oficial de firmware es la 6.61.
Fuera de lo establecido oficialmente por Sony, se puede volver a un firmware anterior y cargar firmwares no oficiales desarrollados y distribuidos mediante internet por programadores independientes o aficionados. Hay diversos programadores que han logrado realizar aplicaciones que devuelven a la consola a un firmware anterior, llamados Downgrader. Se han desarrollado numerosos firmwares no oficiales. El último firmware de Sony que permitía cargar homebrew y aplicaciones caseras es el firmware 1.50, uno de los firmwares que se usó en la PSP 1000, con el cual se puede cargar cualquier software sin firmar por Sony, entre el que se encuentra gran variedad de juegos caseros y emuladores de consolas como la Super Nintendo o la Sega Mega Drive.
Las últimas portátiles traen diversas modificaciones para evitar el cambio de sus firmwares oficiales, sin embargo Sony no las tiene todas consigo.
Aparte de los downgraders están también los eloaders, que permiten la carga de eboots. Hay eloaders para 2.80 y anteriores.
Recientemente hay un cargador de firmwares que permite emular todos los firmwares de SONY desde la memory stick, el Device Hook, también conocido como DevHook. Ese cargador funciona desde la versión 1.0 a la 2.71 y emula hasta la 3.11.
No obstante, el Dev Hook ya no es usado. Ahora han aparecido los Custom Firmwares (CF o CFW), que son firmwares modificados de tal forma que permiten cargar Homebrew, aplicaciones caseras, y además incluyen todas las características del firmware correspondiente.

## Homebrew

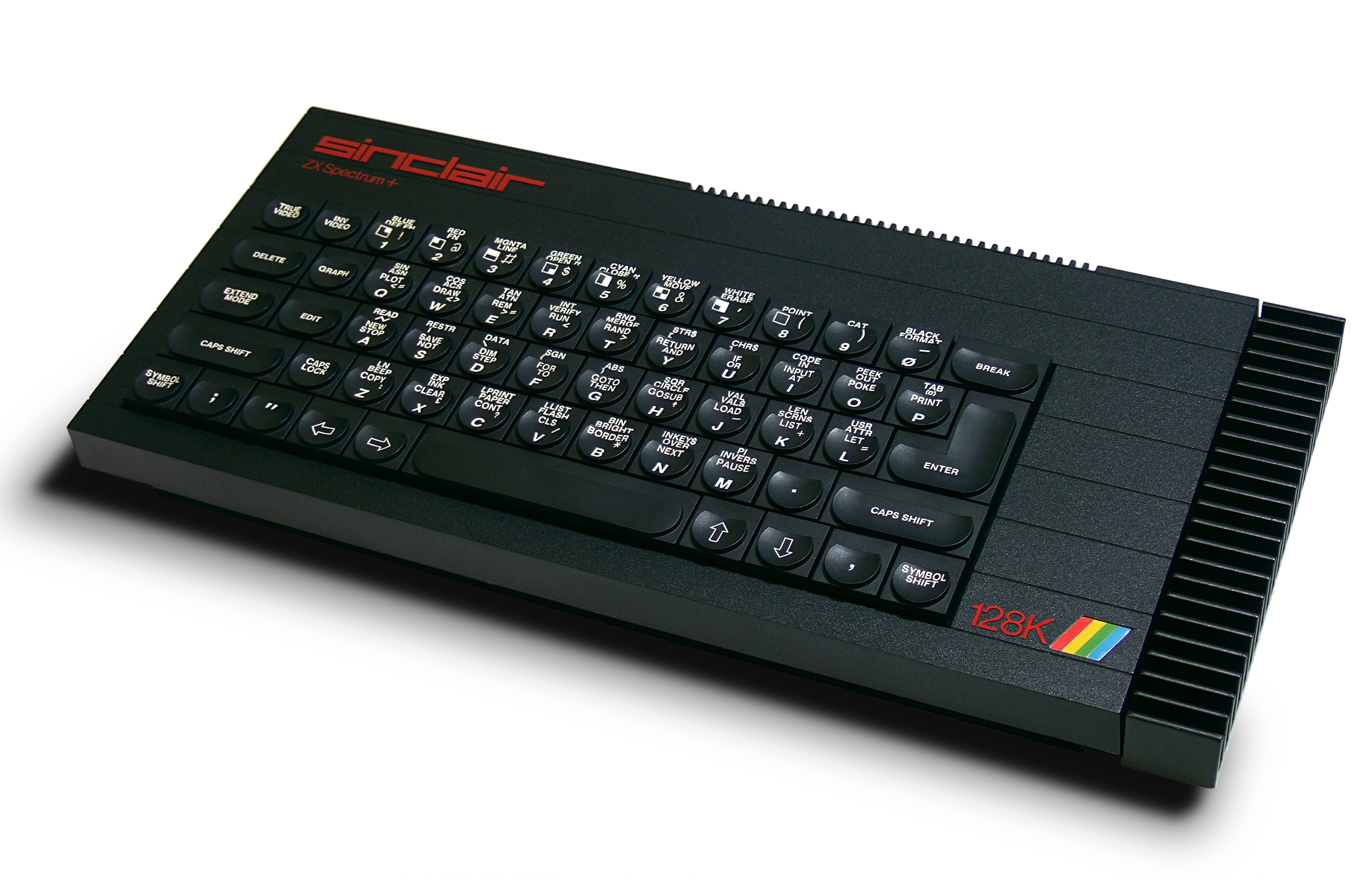
La PlayStation Portable es capaz de emular ordenadores como el ZX Spectrum 128K (1985)

El trabajo de los aficionados y desarrolladores independientes de esta consola, denominado "scene", abre la puerta para que otros desarrolladores puedan continuar ampliando sus posibilidades de uso y conseguir que sea tan versátil como la consola coreana GP32 o la estadounidense Tapwave Zodiac. El trabajo individual y en proyectos comunes va acumulando en internet funcionalidades y librerías de código abierto que son utilizadas y ampliadas por nuevos programadores autodidactas.
Lo más notable en PSP es el denominado "Menú Recovery Mode", que ha dado pie a todo lo demás. Véase: Anexo:Homebrew de PSP.
Para ejecutar homebrew en la PSP es necesario tener uno de los firmwares personalizados alternativos llamados custom firmware. Debido a la variedad de firmwares y versiones de la consola que ha puesto en venta Sony, de una manera mucho más marcada que en el homebrew de Nintendo DS, muchos homebrews funcionan en una videoconsola en particular y en otra no. Unas backups se ejecutáran en el modo "M33" y otras en el modo "Sony 9660".
Esto ha dado lugar a que varios firmwares, como el 5.00 M33-6 o el LCFW PRO-B7, hayan sido desarrollados intentando hacerlos compatibles con aplicaciones desarrolladas para todos los modelos y kernels, y los otros firmwares.
Las backups cargarán según si son compatibles con el firmware en cuestión, si hemos seleccionado adecuadamente los parámetros del programa y si hemos puesto sus archivos en la carpeta adecuada, que puede ser GAME, ISO, etc, según el firmware personalizado que opere en la consola.
Actualmente existe una utilidad que permite cargar los backups (ISOS) que son compatibles solo con los firmwares oficiales 5.55 y 6.00 llamado game decrypter. Este parche ha sido creado por Yoshihiro. Consiste en la carga de un parche en el backup (iso) que permite el arranque de las isos sin necesidad de actualizar a la 5.55 ni a la 6.00 oficial. solo funciona con el firmware del team GEN, para PSP 3000 y las últimas PSP 2000, que llevan la denominada "placa maldita".
- Aplicaciones: reproductores multimedia, una (TiMidity++) de las aplicaciones, reproduce archivos de audio en MIDI y wav. Hay exploradores web, diccionarios de idiomas, herramientas de dibujo, visores para formatos cbr, pdf, txt, adaptaciones de juegos para otras plataformas, etc. Dispone, entre otras cosas, de completos shells, como la aplicación IrShell, que disponen de una gran variedad de funciones. Es muy empleado por su gran calidad, por ejemplo, el lector de archivos en formato PDF Bookr. Al conectar la PSP a un televisor de pantalla plana apropiado, Bookr permite visualizar las páginas del archivo PDF en pantalla grande. Hay quienes encuentran más estabilidad en la versión original y a otros les va mejor con la de NCT2K, todo depende del CFW que tenga la consola y el modelo de PSP; por lo cual irá mejor por ejemplo la versión original de Bookr, que visualiza archivos totalmente fotográficos como los cómics en la PSP 1000, que las nuevas versiones de Bookr diseñadas para PSP slim que no lo consiguen y viceversa. "Light mp3" es un reproductor de audios que además de permitir reproducir calidades MPp3 que el reproductor oficial no permite, "Light mp3 audio player" reproduce Ogg Vorbis, AAC y Wave. "MP3 Player Ruckus" permite alterar el "tempo" (la velocidad de reproducción) del archivo de sonido. "PMP Player Advance" es un reproductor de video que permite reproducir mp4, varios formatos de video Avi, FLV y 3gp. Actualmente, muchos homebrews vienen "firmados" lo cual permite que se puedan ejecutar en cualquier PSP con el software oficial. Así por ejemplo, el lector Bookr firmado, sirve para leer libros y cómics en formato pdf en cualquier PSP, y monitorizarlos incluso en la pantalla de un televisor, si se desea.

- Emuladores: los emuladores más importantes son los de Java, Game Boy Advance, PlayStation, SNES o Super Nintendo, Nintendo 64, MAME, MegaDrive p Nintendo DS entre otros. Uno de los avances más notables es la creación de varios programas VJM, virtual java machine, o mecanismos de Java virtuales que permiten correr programas como Opera Mini y otros navegadores web, GMail, Facebook, diccionarios, archivos de sonido MIDI, visores de libros electrónicos en formato Epub y de todo tipo, creados comercialmente para los teléfonos móviles. El uso de los emuladores con teclados de PDA e inalámbricos por el puerto de infrarrojos, con drivers desarrollados por miembros de la scene, etc, han convertido la PSP en un ordenador totalmente portable y muy resistente. Es capaz de emular calculadoras científicas, ordenadores de los 80 como Amiga, Spectrum y PC de la época con el sistema operativo MS-DOS. Se han creado aplicaciones de ofimática como procesadores de texto, hojas de cálculo, agendas, etc. Su empleo es limitado, aun cuando algunas aplicaciones emplean un teclado externo o se conectan al ordenador por el puerto de infrarrojos o mediante Wifi.

- Plugins: o complementos son aplicaciones que se relacionan con otra para aportarle una función nueva y generalmente muy específica. En la PSP se ejecutan a través del Recovery Mode, modo de recuperación. Han de ser introducidos en una carpeta llamado SEPLUGINS, y modificar los txts GAME, GAME150, etc. Algunos plugins pueden, por ejemplo, permitir la ejecución de códigos GameShark, hacer capturas de pantalla o ampliar las funciones del firmware en general, como linterna, entrar en modo usb al conectar el cable, calculadora, cargar juegos de la PlayStation directamente, reproducir archivos MIDI o permitir escuchar música mientras se lee un texto, un libro del visor pdf o se juega una backup, controlar remotamente un ordenador y a la inversa controlar la PSP, con teclado o ratón desde el ordenador, para reproducir en él, las películas, música, juegos y cómics. Se intenta hacer lo mismo con otros dispositivos inteligentes, como pantallas táctiles, móviles y PDAs, etc. Los complementos se cargan cuando arranca la consola, con lo que no tendremos que cargarlos manualmente.

- Juegos: existen tanto juegos hechos específicamente para la PSP, como ports desde otras plataformas. Se les suele denominar backup.

### Cómo instalar programas homebrew
Realizar un programa homebrew no siempre consiste en instalar un programa muy elaborado. Algunos descubrimientos no han implicado modificaciones de software, sino simplemente instalaciones creativas. Otras son consecuencia de unir varias aplicaciones desarrolladas por otras personas a un objetivo concreto: leer formatos doc, html, pdf, epub, txt, cbr...

#### Cómo leer documentos html, doc, etc
La idea original fue darse cuenta de que la PSP sí traía de fábrica un explorador de archivos. Este
es el Navegador de Internet. El ingenio de los usuarios ha conseguido hacer compatibles formatos propietarios no incluidos de fábrica.
Leer documentos en Word (.doc) tradicionalmente se hacía empleando el Navegador de Internet, que no necesita estar conectado a internet para abrirse.
Para ver libros u otros documentos en PSP se usa este navegador de la PSP, que solo lee documentos .html. Por eso, en el ordenador, se abre con OpenOffice.org u otro programa el archivo .doc que se desea leer y en guardar se pone como "html".
La PSP a partir del FW 6.60 solo puede ver fotos o documentos que estén en las carpetas "COMMON", "PICTURE" o "DRS". 
Para ver por ejemplo Autobiografia.doc, en Word, se debe cambiar a Autobiografia.html y una vez instalado el archivo en el MS, se abre el Navegador. En la pestaña archivo del navegador, que es la primera abajo a la izquierda, se selecciona el buscador por teclado virtual, mejor en la pestaña HISTORIAL y se pone:
file:/PSP/COMMON/Autobiografia.html
Si se desease visualizar una foto (llamada ISB.JPG) debería ponerse:
file:/PICTURE/ISB.JPG 
La PSP FW 6.60 viene con un enlace al manual de instrucciones online donde se pueden consultar sus funciones de software. Anteriormente en FWs pasados bastaba poner en el Buscador de Internet "file:/nombre-del-archivo.html" y el buscador lo encontraba en la "Memory Stick" flash card. La pestaña historial sirve para no tener que introducir los nombres letra por letra, usándola es más cómodo acceder a los archivos ubicados como "file:/PSP/COMMON/ .html".
El visor de cómics homebrew se describe para el firmware 3.80 M33-5, pero sirve para la mayoría. El visor de Epubs sirve para todas las PSP.
Así como el formato cbr para leer cómics parte de un archivo comprimido en rar, el archivo cso se presenta como carpetas comprimidas que normalmente deben copiarse a la carpeta ISO sin descomprimir, si se quiere que la backup funcione.
Programas como Bookr vienen en su propia carpeta y basta con copiar la carpeta en GAME. Podemos abrir todas las carpetas de la videoconsola hasta hallar la que contiene archivos pdf, txt, etc. Es decir, tiene también función de explorador de archivos. Bookr, al tratarse de un programa homebrew con código firmado, puede usarse con FWs oficiales de Sony.
Otros como por ejemplo PSPComic, siendo sencillos de instalar, pueden dar lugar a confusiones que desanimen a su instalación.

#### Instalación del programa visor de cómics en formato cbr y cbz, PSPComic.
Normalmente se intenta meter el programa en /ISO que es lo que hace la mayoría de personas al principio, pero esa carpeta es para ISOs, para programas normales está la otra carpeta, /PSP/GAME.
Se copia la carpeta PSPCOMICS, que contiene los 2 archivos PNG y el EBOOT. PBP en /PSP/GAME.
Así que queda así:
- /PSP/GAME/PSPCOMICS/about.png.

- /PSP/GAME/PSPCOMICS/EBOOT.PBP.

- /PSP/GAME/PSPCOMICS/notheme.png.

Luego se crea una carpeta llamada cómics en la raíz de la Memory Stick
y ahí se copia la carpeta ".pspcomic" que es la que tiene los themes, languajes...
- /comics/.pspcomics.

Si aparece la carpeta "src", se pone en la carpeta THEME.
- /PSP/THEME/src.

#### Instalación de un programa visor de epubs en la PSP mediante un emulador java
Para leer libros electrónicos en formato epub se necesita un visor en formato java, ya que aún no hay una aplicación desarrollada que los lea directamente. Para eso es necesario emplear un emulador java.
Se instala la versión de PSPKVM (0.5.5) para emular la plataforma de Java y se emplea el visor de epubs de código abierto Albite Reader 2.1 (Versión No Touch).
Se inicia el programa PSPKVM, una vez dentro, se instala la aplicación de Albite Reader. Hay que crear una carpeta en la raíz del Memory Stick con el nombre "pspkvm" y se copian en ella los libros en formato EPUB, esto se puede hacer desde el explorador de archivos de Windows, teniendo conectada la psp al ordenador.
Al iniciar el programa Albite Reader, pedirá abrir una locación, se selecciona root (raíz), ya que el programa está escrito en inglés y ahí se encuentran los libros epub. Es un lector muy completo con un menú en inglés que permite hacer los cambios habituales en los lectores de epubs.
PSPKVM, el lector Java Script para la PSP, permite instalar cualquier otra aplicación para teléfonos móviles en java, como microsoftword.jar o DocViewer.jar, aplicaciones hechas específicamente para los móviles, que leen dichos archivos .doc o Sideralis un mapa estelar en 5 idiomas. Otro visor de EPUBS para Java es FOLIANT 0.7 BETA 3.

### Historial de firmwares oficiales
El primer firmware aparecido de la consola fue el 1.0, solamente distribuido en Japón. Se consiguió encontrar un exploit para cargar homebrew, que sería subsanado rápidamente por Sony en la versión siguiente. El acceso al kernel era bastante completo, lo que permitía a los hackers trabajar con más comodidad sobre esta versión. De cualquier forma, el downgrader para bajar a esta versión, sólo posible desde el firmware 1.50, sería innecesario para el usuario medio, ya que la versión 1.50 permitía cargar el 99% del firmware escrito para la consola. Además, no es posible asegurar con certeza que todas las PSP cuyo firmware nativo sea 1.50 o superior puedan funcionar bajo la versión 1.00.
El 1.50, firmware nativo de las PSP americanas y europeas, se haría famoso por el exploit que permitía cargar homebrew. Hasta la aparición del primer custom firmware (el 2.71 SE-A), sería la única versión sobre la que se podían correr backups.
Más tarde aparecerían los firmwares oficiales 1.51 y 1.52, en los que se corregían los fallos de seguridad que permitían cargar homebrew desde la versión 1.50.
A partir del 2.00 existe un menú Red, con un navegador de internet (requiere Wi-Fi) y LocationFree player. También se permitió establecer una imagen para guardarla como fondo, dicha imagen residirá en la flash1:/ de la PSP y con formato BMP.
En el FW 2.01 se corrigió un bug que permitía utilizar un exploit en una imagen TIFF, que permitía hacer creer a la PSP que era la versión 1.00 y "actualizar" a 1.50. Fue uno de los downgraders más famosos.
En el 2.60 se introdujo Canales RSS dentro de Red.
En el FW 2.70 se integró el plug-in para visualizar páginas web con Flash, mediante el navegador de Internet. De cualquier forma, su incapacidad para trabajar con las últimas versiones de Flash, y la falta de potencia del navegador para cargar las páginas web con contenido Flash correctamente, harían que la actualización no mereciese la pena.
En cambio, en el 2.71 es posible correr Homebrew (programas caseros) valiéndose de un exploit. A dicha versión actualizaron muchos cuando salió la demo del videojuego LocoRoco, y en aquel momento fue cuando se consiguió downgradear la primera PSP 2.50, con lo que muchos usuarios de PSP 2.71 se quedaron muy frustrados.
Más tarde, en el 2.80 se introdujeron nuevos cambios.
En el FW 2.81 se corrigió un fallo de seguridad, que permite que el FW 2.80 pueda cargar ciertos EBOOT. PBP sin firmar, y la 2.81 no. También hace que la PSP reconozca y pueda trabajar con Memory Stick PRO Duo de 4 y de 8 gigabytes.
En el FW 3.0 se introdujo la posibilidad de desactivar el autoarranque de los UMD al hacer un reinicio de la consola.
Se añadieron también las opciones de Cámara, Unidad de certificado, Uso a distancia y Manuales de instrucciones online  en los menús Foto, Juego y Red respectivamente. Se implementa además un emulador de los videojuegos de la PlayStation clásica, debiendo éstos descargarse desde una PlayStation 3 conectada a Internet previo pago.
Ahora se pueden colocar vídeos en la carpeta ms0:/VIDEO/ (donde ms0:/ es la ruta de acceso a la Memory Stick), con formato MP4, con cualquier nombre, y no solo en las carpetas ms0:/MP_ROOT/XXXMNV01 y ms0:/MP_ROOT/XXXANV01 dependiendo de si estaban codificados en AVC o MP4
En el FW 3.03 se añadió mejor compatibilidad con los juegos de PSX emulados.
En el FW 3.10, entre otras mejoras, se solucionó el bug que permitía correr el homebrew aparecido para el FW 3.03 y anteriores.
En el FW 3.11 se corrigió un bug que hacía que la videoconsola no respondiera cuando se usaba el juego R-Type en el firmware 3.10. Además, se ha añadió alguna mejora al emulador del sistema PlayStation mejorando la compatibilidad.
A finales de marzo de 2007 se publicó el firmware 3.30, con las ventajas de poder mostrar thumbnails en el apartado de RSS Channel, soportándolos también en la carpeta Video; soporte extendido para los juegos de PlayStation Network, así como la posibilidad de poder cambiar la velocidad de giro del disco virtual al emular juegos de la PlayStation original, normal o rápido.
El 19 de abril de 2007 se lanzó por parte de Sony el firmware 3.40 con mejoras a destacar como en la conexión de los juegos a la PlayStation Network.
El 31 de mayo de 2007 fue sacado a la luz el firmware 3.50 y su principal mejora es que se puede conectar una PSP a una PS3 a través de internet, y es implementado un loader de ISOs oficial de Sony. Actualmente es la última versión que permite correr programas caseros homebrew por medio de un exploit.
El 29 de junio de 2007 fue lanzado por parte de Sony el firmware 3.51 que solo incorpora un parche de seguridad. Posiblemente para evitar el downgrade con el exploit del juego Lumines, que permite a las 3.50 ser downgradeadas a 1.50, y así poder cargar homebrew y copias de seguridad de los juegos desde la memory stick.
El 24 de julio de 2007 se lanzó el firmware 3.52, que incluye muchos parches de seguridad, también trae las actualizaciones de las versiones anteriores, otra cosa que trae es, nuevamente, la expansión del soporte de títulos de software de formato PLAYSTATION® Network.
El 6 de septiembre, con el lanzamiento de la nueva PlayStation Portable Slim & Lite, se pone en funcionamiento la novedosa versión 3.60 de FW.
El 11 de septiembre, Sony lanzó el firmware 3.70 para la nueva portátil, debido al hackeo del anterior.
El 14 de septiembre Sony lanzó el firmware 3.71, que eliminó unas incompatibilidades entre las distintas regiones para la consola, y se implementa un nuevo submenú, dentro de los ajustes de tema, que permite personalizar los iconos, y el fondo de pantalla.
Los FW 3.72 y 3.73, mejoran la calidad de sonido y aumentan, nuevamente, la compatibilidad entre regiones además de integrar la capacidad de ver fotos y escuchar música al mismo tiempo.
El firmware 3.80 incluye principalmente la posibilidad de escuchar radio por Internet, además de nuevos gráficos para las canciones.
En el FW 3.90 la novedad principal es la transmisión de VoIP mediante el programa Skype, aunque sólo es compatible con Slim & Lite y 3000. Otra novedad es el sistema Go!Messenger, que permite realizar videoconferencias a través de la cámara Toy, esta última función sólo en Europa. Go! Messenger fue retirado el día 31 de marzo de 2009 por falta de usuarios.
En la versión 3.93 liberada el 18 de marzo de 2008 relucieron dos novedades principales, la extensión en compatibilidad con títulos PlayStation y funciones adicionales para la radio por internet.
En el Firmware 3.95 lanzado el 8 de abril del 2008, se ha añadido una nueva opción para jugar a títulos con formato PlayStation, ahora se pueden asignar los botones libremente a los controles de la PSP.
El FW 4.00 permite conectarse a una cuenta de correo electrónico vía BT.com y hacer búsquedas directamente desde el menú "Búsquedas por Internet". Este último tiene cookies en forma de archivos. Se puede también modificar la velocidad de reproducción de los vídeos MP4, ya sea más rápida o más lenta. El audio del vídeo también es modificado cuando se cambia la velocidad.
El FW 4.05 incorpora como novedad nuevos visualizadores y efectos musicales en el reproductor de música del sistema.
El FW 5.0 adhiere la posibilidad de entrar directamente a PlayStation Store, salvapantallas nuevo, colores más fuertes, y ahora capaz de auto-conectarse a USB cuando el cable está listo.
La versión 5.01 compatibiliza los memory stick de 8 y 16GB, que eran ilegibles, y actualiza el Store.
La versión 5.02 hace unas mejoras de compatibilidad en PlayStation Store.
La versión 5.03 supuestamente mejora la estabilidad de algunas aplicaciones del sistema.
El firmware 5.50 mejora nuevamente el uso de las tarjetas de memoria. Permite buscar juegos desde la XMB y hacer compras de juegos sin necesidad de una cuenta de PSN. Además incluye la opción de crear carpetas dentro de carpetas, lo cual puede ser útil ya se puede organizar grupo y álbum del grupo. E incluye Information Board que permite saber las últimas noticias de PlayStation Network, ha salido un exploit que permite downgradear la PSP con el UMD del videojuego Monster Hunter Freedom 2 en japonés a la 5.03 GEN.
El 5.51 añade parches de seguridad.
En la versión 6.0 los juegos pueden agruparse y mostrarse en función de su fecha de expiración. Podemos escoger cómo actualizar el sistema con un nuevo cambio en la disposición de las opciones. El número de colores que podemos escoger para los temas se ha incrementado considerablemente. Se ha añadido revisiones del sistema para fortalecer la seguridad del software, sobre todo el navegador de Internet.
El firmware 6.10 incorpora el programa sensMe cuya función es importar y crear listas de reproducción en media go.
El firmware 6.20 fue lanzado el 19 de noviembre del 2009. En esta versión se ha añadido la nueva categoría de Adicionales, que incluye la aplicación Digital Comics, se ha rediseñado el menú XMB™ (XrossMediaBar), y también ya puedes importar listas de fotos y vídeos creadas por ti mediante la aplicación Media Go o un sistema PS3, y disfrutar de ellas en tu sistema PSP.
El firmware 6.30 fue lanzado el 29 de junio del 2010 en esta versión se ha añadido la opción agregar contenidos y los juegos se pueden agrupar sobre la base de su fecha de vencimiento, y fue añadido el soporte a PSN+. También ha sido anulado el Half Byte Loader, una aplicación que carga homebrews y emuladores en PSP con placa maldita.
El firmware 6.31 fue lanzado 29 de julio del 2010 y esta versión añade la posibilidad de agrupar y visualizar los juegos sobre la base de su formato y fue añadido el soporte a PlayStation Network. También se han agregado parches de seguridad al software del sistema.
El firmware 6.35 fue lanzado el 24 de noviembre del 2010. Esta versión añade una tienda en línea de música llamada Music nlimited, aún sin fecha de salida de este servicio, y diversos parches de seguridad al software del sistema. También ha sido anulado el HBL del videojuego Everybody'sGgolf, en todas las regiones del juego según declaraciones de Wololo, aunque ya hay rumores de un nuevo port del HBL por el scener Neuron.
El firmware 6.36 solamente ha salido para PSP japonesas, al igual que lo hizo la 5.55 con su juego GI-JOE. Este firmware solamente está presente en el juego Monster Hunter Freedom Portable 3rd, que no era compatible con Prometheus. Ya ha salido un plugin llamado Pegasus, que permite jugar a este juego, de momento en japonés (aún no hay fecha de salida de este juego).
El firmware 6.37 fue lanzado el 20 de enero del 2011. Esta versión solventa un problema de seguridad en el firmware, también ha sido anulado según Wololo el HBL de la demo japonesa Minna no sukkuri, así como los trabajos de total_noob y liquidzigong, la 6.20 TN, la 6.30 TN y la 6.35 TN, la 6.35 PRO y el prometheus ISO loader. Hay rumores dichos por wWlolo y uno de los creadores del HBL original que los homebrews firmados con versiones previas al 6.37 funcionan perfectamente.
El firmware 6.38 fue lanzado el 12 de abril del 2011. Esta actualización mejora de la estabilidad del software del sistema durante el uso de ciertas funciones (fue subsanado el scepower kernel exploit para la carga de homebrew).
La versión 6.39 salió al público el 24 de mayo de 2011, distribuida en formato digital y en formato UMD. Fue necesaria para poder jugar al juego Senjou no Valkyria 3. Se modificó el mensaje de error que aparece cuando falla el inicio de sesión en PlayStation Network. Ahora el acceso a la PlayStation Network debe ser confirmado de forma obligatoria, y como medida de seguridad, se inició un proceso que obligó a todos los titulares de una cuenta PlayStation Network a cambiar su contraseña.
El firmware 6.60 fue lanzado el 10 de agosto del 2011, debido al lanzamiento inminente de la PlayStation Vita y a la derrota moral que le generó a Sony la vulnerabilidad de su software frente a los integrantes de la scene. Fue la penúltima actualización que vio este sistema, según la información que acompañaba el firmware este solo mejoraba la estabilidad.
Sorpresivamente el 15 de enero del 2015, Sony decide lanzar luego de casi 4 años la última actualización para la PSP, el Firmware 6.61 vio la luz según las notas del update para la "Mejora de la estabilidad del software del sistema durante el uso de algunas funciones" aunque luego se pudo constatar que era debido a mejorar la compatibilidad con el juego Brandish: The Dark Revenant estrenado días antes en la Store.

### Historial de firmwares personalizados
Los firmwares personalizados fueron iniciados y son creados en su mayoría por el Team M33, del que forma parte el programador conocido por el sobrenombre de Dark Alex. Otros equipos creadores han sido Noobz, Team C+D y Prometheus Team. Han sido numerosas las colaboraciones entre todos ellos por mediación de internet. Su creación más conocida ha sido el Recovery Mode .
El Recovery Mode es un software que semeja un bios. Cuenta con un menú configurable que selecciona diversos drivers, permite modificar la memoria flash y variar entre varias configuraciones de la consola y su conexión USB al PC, el autoarranque del disco UMD etc. El "Recovery Mode" consiste en una combinación del código oficial de Sony, en su versión 1.50 y código libre desarrollado por la "scene" y modificado y ampliado varias veces.
El Recovery Mode cuenta con varias versiones de software sucesivas, que han ido evolucionando en respuesta a la inventiva de la "scene" y los intentos de Sony por proteger su sistema propietario.
Sony en cada nueva versión del firmware oficial para su videoconsola portátil soluciona los fallos de seguridad conocidos que permiten la instalación de firmwares personalizados (CF o CFW). A continuación se incluye una relación de los distintos firmwares personalizados que se han ido publicando.
El primer firmware personalizado apareció para la versión 1.50, el cual incluía el Recovery Mode, para recuperar la consola en caso de que quedara inutilizada por la modificación del flash, carga de homebrew sin uso del método xploit, carga de plugins desde la Memory Stick. Incluía ya la posibilidad de establecer un programa homebrew: a modo de sistema operativo, interfaz, Línea de comandos, GUI etc; que se iniciara en el arranque de la consola.
Más tarde, se creó 2.71 Special Edition, un firmware modificado a partir de la versión 2.71, que permitía todas las capacidades en cuanto a homebrew se refiere, de la versión 1.50; homebrew en kernel de 2.71 y todas las novedades nativas del firmare 2.71 original, suprimiendo algunos archivos de idiomas como coreano, chino tradicional y chino simplificado. A partir de la revisión B está incluida la emulación nativa de UMD. Las imágenes respaldadas de los UMD aparecen en juego/Memory Stick, pudiendo ser cargados como una aplicación más.
El siguiente trabajo fue el 3.02 Open Edition A. Cambió de nombre debido a la utilización del término "special edition" con modificaciones de 2.71 SE, y un custom firmware de origen francés, de dudosa estabilidad, basado en la versión 3.02, que ya había tomado el nombre de "special edition".
3.02 Open Edition incluye todas las novedades nativas de 3.02 (LocationFree Player ha sido desactivado por problemas de espacio en la NAND) y la funcionalidad propia de los firmwares modificados anteriores. Se suman a las novedades de este la posibilidad de cambiar la región de la PSP (en RAM), UMD Region Free, activación de WMA y Flash Player sin necesidad de conectarse a la red.
La gran novedad es el hack de DRM en el emulador oficial de PlayStation incluido en 3.0+. Con esto se permite cargar cualquier juego de la PlayStation Store que haya sido comprado previamente, así como distribuirlo.
- La revisión B de 3.02 OE incluye un conversor de juegos respaldados de PlayStation a un formato reconocido por el emulador oficial, abriéndose la posibilidad de cargar cualquier juego de PlayStation, sin importar si esté en la PlayStation Store.

- El CFW 3.03 OE revisión A permite la compresión de las imágenes de los juegos de PlayStation. Además en esta versión se corrigen algunos problemas existentes en el firmware. Esta es la versión preferida por aquellos a los que les gusta personalizar el aspecto de los menús de la consola.

- En el CFW 3.03 OE revisión B soluciona algunos problemas de incompatibilidad con determinados juegos de la PSX.

- El CFW 3.03 OE revisión C permite modificar, al máximo, el aspecto del XMB.

- La revisión 3.10 OE-A permite seleccionar un cuarto nivel de brillo de la pantalla sin tener que conectar el cargador, además de mejorarse la ejecución de algunos ejecutables del sistema (archivos *.elf). Al poco tiempo de publicarse esta versión se publicó una revisión, la 3.10 OE-A´, que corrige un fallo que ocurría con algunos juegos como el Metal Slug Anthology o el Metal Gear Solid: Portable Ops. De todos modos, esta versión limita la capacidad de personalizar el XMB de la consola, además de contar con ciertos problemas en la emulación de los juegos de PSX.

- El CFW 3.30 OE-A repara un bug inestable en el CFW 3.10 OE que se produce en el CFW 3.10 OE, a la hora de encender la PSP desde el modo sleep y añade un parche de protección, con lo que de esta forma no se puede además actualizar una videoconsola con CFW 3.30 OE-A, a otro FW oficial de Sony. El CF 3.30 OE-A´ parchea un bug inestable del FW 3.10 OE ha estado presente en todos los 3.XX OE, para la escritura de datos aleatorios al espacio ram de lcdc.prx o emc_sm.prx en el peor de los casos y restaura la autoejecución del EBOOT. PBP en /PSP/GAME/BOOT/EBOOT.PBP.

- El CFW 3.40 OE-A fue sacado al mismo tiempo que la 3.30 OE-A´, con lo cual tiene las mismas novedades exceptuando la actualización al firmware 3.40.

- El CFW 3.51 M33 ha dado vida otra vez a los CF. En esta versión, inicialmente con muchos bugs, se fueron publicando actualizaciones sucesivamente.

- El CFW 3.52 M33 aumenta la compatibilidad con el Modo No-UMD además de dar soporte a los juegos de 3.52. Esta versión se ha ido actualizando hasta llegar a la reciente 3.52 M33-4, con la cual se corrigen algunos errores y se añaden funcionalidades al menú recovery.

- El CFW 3.60 M33, que salía cinco días después de la salida de la nueva PSP Slim & Lite ya permite cargar copias de seguridad. Esta versión es exclusiva para PSP Slim & Lite.

- 3.71 M33 permite poner temas (themes) de Sony, y escuchar música y ver fotos simultáneamente. Permite cargar homebrew, pero el del Kernel 1.50 necesita ser parcheado actualmente. La más reciente actualización es la 3.71 M33-4, que corrige algunos errores como el del botón select y otros más, esta versión se instala directamente con las primeras tres versiones de Despertar del Cementerio.

- El CFW 3.72 HX-1, y su arreglador de bugs el CF 3.72 HX-2, son lanzados por un nuevo programador (_Hell-DashX_), que hizo este firmware aprovechando los recursos del 3.71 M33. Este firmware, no permite una gran compatibilidad con el Addon Kernel 1.50, por lo que no todas las ISOs se cargan correctamente. No es de Dark_Alex.

- El CFW 3.73 HX-1 demuestra una mejora en el addon kernel 1.50, lo cual permite cargar todo tipo de ISOs, ocultar los datos dañados y una mejora en el vshctrl. Su único inconveniente: entrar en el recovery, fue solucionado con una actualización. No es de Dark_Alex.

- La versión 3.80 M33 es lanzada el día 13 de enero a nivel mundial e incluye todas las mejoras del firmware 3.80 original, como la radio por internet, y otras mejoras como el auto M33 update, auto-actualizador similar al oficial de Sony pero con las sucesivas versiones de los CF M33.

- El CFW 3.80 M33-2 es lanzado el 15 de enero. Es un parche para la versión 3.80 M33 que instala el kernel de 1.50 al sistema, de forma que se pueda utilizar homebrew programado para esa versión. Además existen tres parches más hasta llegar a 3.80 M33-5, aunque usuarios reportan un bug existente al acceder a la flash 0 via usb, dejando corrupta la NAND. La versión M33-5 se instala directamente con la cuarta versión de Despertar del Cementerio.

- El CFW 3.90 M33 es lanzada el 31 de enero. Trae un kernel 1.50 el cual lleva su V2. Puede ejecutar homebrew. Además, al cambiar la región (para los que no la tienen de Europa), se puede utilizar el VoIP, gracias a Skype, además de utilizar Go Messenger.

- El CFW 3.90 M33-2 fue lanzada el 14 de febrero. Es un parche de la versión 3.90 M33 que mejora el código de carga de plug-in. La PlayStation Portable Slim & Lite puede utilizar el Time Machine de Dark Alex que permite emular en cualquier PlayStation Portable Slim & Lite la versión 1.50. Posteriormente fue lanzada la versión 3.90 M33-3 que solucionaba un fallo en el recovery menú, que cuando formateaba la flash1 desde una PSP con firmware 3.90 M33-2, casi todos los menús no aparecía el nombre y la PSP se quedaba bloqueada, obligando al usuario a downgradear de nuevo la PSP.

- 3.95GEN-2 es un firmware personalizado que aporta significantes cambios. Por ejemplo, se puede crear una batería pandora desde el Recovery menú. Èsta entre otras es una de las mejoras más importantes en un firmware.

- El CFW 4.01 M33-2 incorpora la función búsqueda en Internet. La versión 7 del Despertar del Cementerio instala esta versión.

- La versión 4.05 M33 Dark_alex decidió no sacarla por las pocas novedades que aportaba. Existe un plugin que incluye la característica de la reproducción de música mejorada para poder ser utilizado en 4.01 M33, aunque ya existe un parche que sí consigue actualizar a la versión 4.05M33.

- El CFW 5.00 M33 los añadidos fueron los oficiales de Sony más algunas correcciones que tenía la versión anterior, además, por el momento tiene un defecto que no permite correr los juegos de PSX correctamente. En este nuevo Firmware, cuenta con un nuevo diseño del XMB o interfaz, la posibilidad de conexión del modo USB sin necesidad de ir al menú "conexión usb" de la PSP y también se añade el nuevo menú "PlayStation Store" con lo que será más fácil conectar con dicha web.

- En la versión 5.00 M33-3 se hace la corrección para poder jugar correctamente a los juegos de PSX. El 5.0 M33-2 fue retirado porque no permitía cargar la mayoría de homebrews y backups.

- El CFW 5.00 M33-4 aplica la posibilidad de cambiar la velocidad del procesador o CPU, lo que permite

ajustes de velocidad a los juegos de PSN, se añade la opción de apagar la PSP desde el M33 Vhs Menú, es arreglada la conexión que conectaba a dark-alex.org en vez de Sony, cuando se tenía habilitada la actualización M33. La última versión de Despertar del Cementerio instala directamente este CFW.
- En 5.00 M33-5 aparece el error que no permite encender la consola sin una memory stick.

- En el CFW 5.00 M33-6 se corrige este error y se incrementa la velocidad de la memoria.

- También existe desde el 20 de enero de 2009 una nueva versión, la 5.03TDP, cuyas características son actualizar los módulos de Sony a 5.03 sin perder las características de un CF.

- Custom firmware 5.03 HEN-A, Esta versión se carga temporalmente y reside en la RAM de la PSP. Se desactiva al apagar la consola. Para ello utiliza un exploit conocido como ChickHEN desarrollado por Davee, que permite a las PSP 3000 y 2000 con versiones de firmware oficial y no superior al 5.03 ejecutar aplicaciones, emuladores, ISOS o juegos PSX, entre otras cosas. No hay forma de instalar de forma definitiva el 5.03GEN-A y solo sirven en las PSP mencionadas. Actualmente existen dos versiones mejoradas, 5.03 HEN-B y 5.03 HEN-C. Este último fue sacado el 15 de diciembre de 2009, y permite jugar a juegos (tanto copias de seguridad como UMD) hasta el firmware 6.20 sin actualizar el firmware de la consola, así como accesorios de hasta el mismo firmware que los juegos, pudiéndose ejecutar, entre otros, la nueva cámara PSP GO!, que requiere de como mínimo el firmware 6.00.

- Custom firmware ChickTNT v2 no fue en si un custom firmware sino un exploit basado en ChickHEN de Davee, el TIFF de m0skito y el h.bin del coder Comandillos. Esta modificación fue la primera que escribía en flash (memoria interna del sistema usada para archivos clave del sistema) con el fin de que haya menos crashes (bloqueos de carga), también se distinguían otras cosas como la traducción de los errores al español, etc.

El fin ChickTNT v2 era cargar homebrews, igual al ChickHEN de Davee, y otros mods.
- CustomFimware Enabler es el nombre que recibe este CF desarrollado por Becus y Xenogears, el cual habilita la carga de ISOS, juegos de PSX y demás software sin firmar usando el ChickHEN y por tanto cargándose en la memoria RAM. Las primeras versiones solamente son compatibles con PSP 2000, a partir de la versión 3.10 inclusive, es compatible también la videoconsola PSP 3000.

- El 5.50 Gen-A permite buscar juegos desde la XMB y hacer compras de juegos sin necesidad de una cuenta de PSN. También incluye "Information Board" que permite saber las últimas noticias de PlayStation Network. Después de un tiempo se descubrió un fallo en el que la visualización de la "store" iba lenta a los usuarios de las PSP no Slim y les impedía iniciar sesión a los usuarios PSP Slim. Para corregirlo el grupo de desarrolladores Gen lanzó el parche 5.50 Gen-B (Full) con el que corrigen los fallos anteriores. A partir de aquí se pueden ejecutar casi todas las isos en la 5.50 GEN-A y B con el parche game decrypter. Después salió el 5.50 GEN-B2.

- 5.50 Gen-Cpermite correr juegos sin necesidad que estén parcheados con el Game Decrypter. A muchos usuarios les produce un bug en forma de parpadeos en la pantalla.

- 5.50 Gen-D arregla bugs del GEN-c, y además corrige el bug que no permite ver videos AVC a 480*272. Después salió el 5.50 GEN-D2, 5.50 GEN-D3 y 5.50 prometheus/prome-2/prome-3, del cual hay dos versiones más, una para 5.00 m33 bajo el nombre de 5.00m33-P y otra versión funcional para placas malditas bajo el nombre de 5.03 prometheus/prome-2/prome-3, las cuales en realidad son un parche para los CFW GEN y m33 que permite ejecutar los últimos ISOs que solo funcionarían con firmware 6.20 en adelante.

- 6.20 TN - A (HEN) se lanzó el día 24 de diciembre del 2010, el cual es un regalo de Navidad. Se dice que permite correr un 100% de los homebrew disponibles. ES posible downgradear la consola para regresar a 5.03, e instalar un custom firmware para poder ejecutar ISOs, ya que 6.20TN (HEN) es solo "homebrew enabler". La noticia causó revuelo porque el desarrollador, total_noob, es bastante reconocido en la scene. Es de anotar que este CFW funciona desde el exploit de la demo del videojuego Patapon 2. Su lanzamiento se realizó en la página de pspgen. Según rumores de Wololo, se confirmó que el 6.20 TN, funcionaria en la nueva versión del firmware, la 6.35, saliendo una nueva versión 6.35TN (HEN), cosa que no ocurrió ya que VirtousFlame y Coldbird lanzaron 6.31/6.35 PRO (HEN), para sus respectivos ofw.

- 6.20 TN - B (HEN) Agrega soporte a las PSP 3000 4G, corrige de algunos problemas con NIDs y de un bug al lanzar homebrews. Total_Noob agradece a Hackman por su ayuda y agrega la option Fake Index.DAT en el TN VSH Menú. Esta opción permite falsificar la información de la PSP, gracias al archivo Version.txt, que es recuperable al extraerlo de un firmware a través de Psar Dumper.

- 6.20 TN - C (HEN) habilita la memoria extra en PSP 2000, 3000 y GO, utilizar la función en línea de algunos juegos y corrige un bug con Digital Comics. El cambio de la velocidad de la CPU en el VSH se hará efectivo sin la necesidad de reiniciar el menú. Se ha quitado del VSH la opción de Fake Index.DAT, pero sigue funcionando al ubicar el archivo version.txt en la carpeta seplugins. Ahora se ejecuta directamente del XMB sin la necesidad de ejecutar HBL, ya que está firmado gracias a las keys halladas por el hacker GEOHOT.

- 6.20 TN - D (HEN): cuarta revisión del HEN creado por Total_Noob en la que destacan cambios como la posibilidad de ejecutar juegos de PSX y traducir el Menú VSH. Gracias a un parche creado por Liquidzigong y kgsws, el HEN pierde su volatilidad haciéndose así permanente.

- 6.31/6.35 PRO (HEN) creado por VirtousFlame y Coldbird debido a que Total_Noob no sacó su HEN para esos firmwares.

- 6.35 PRO - A, A1, A2, A3, A4, B, B1, B2: TCFW (Temporal Custom Firmware) creado por los integrantes del equipo PRO, Liquidzigong y Coldbird; es capaz de ejecutar Backups desde el Menú XMB, software sin firmar y, a partir de la revisión B, juegos de PSX.

- 6.35 PRO B3: actualización del TCFW (Temporal Custom Firmware). Este custom tiene una mejor compatibilidad con juegos y aplicaciones. También tiene incorporado un menú VSH y también tiene un menú recovery. El menú recovery se activa desde el vsh menú.

- 6.20/6.35 PRO B4: actualización del TCFW (Temporal Custom Firmware) que puede ser instalado en Firmware 6.20. Incorpora el Driver para ISO Inferno OSS y arregla otros bugs menores.

- 6.20/6.35 PRO B5: actualización del TCFW (Temporal Custom Firmware) que arregla bugs menores.

- 6.36 PRO (HEN): HEN creado por el equipo PRO para el firmware que trae consigo el juego Monster Hunter Portable 3.

- 6.35 Custom: creado por el coder neur0n sólo para modelos Slim&Lite (2000) sin "placa maldita".

- LCFW PRO-B7, B8 y B9: Light Custom Firmware, de ColdBird y Virtous_Flame, para todas las PSP. Tiene versiones para firmware 6.20, 6.35, 6.39, y 6.60 para la PRO-B9. Tiene como novedad que permite ejecutar de nuevo copias de seguridad en formato ISO de películas, como hace 5.00 M33-6 , pero esta vez también en la PSP3000 y en la PSPGo. A la fecha de junio de 2011, es el custom firmware más avanzado. Reproduce todos los avances de custom firmwares antiguos y modernos, teniendo compatibilidad con las copias ISO más complicadas, tiene tres versiones de driver, entre ellos inferno, y se puede convertir en CFW permanente en las PSP de memoria flasheable, es decir, no se puede hacer permanente en PSP 3000.

- 6.38 y 6.39 ME. Creado por el coder Neur0n, como novedad puede crear batería Pandora y autoboot desde el Recovery, además permite la ejecución de plugins como el Popsloader y LEDA. Hay versión Low a partir de 6.39 especial para las placas malditas y PSP 3000. A partir de la versión LME 9 también puede aplicarse en PSP GO. Recientemente salió también para el nuevo firmware 6.60 con algunas mejoras como la función dual start que permite encender la consola con el Firmware oficial o con el CFW solo posible con PSPs liberables. También tiene su versión low aplicable a todos los modelos de PSP's a partir de 6.60 ME-1.3. Actualmente el parche más reciente es el 1.6 en ambas versiones donde se corrigen algunos bugs.

#### Historial de firmwares personalizados falsos
Merece mención especial este tipo de firmwares denominados falsos, ya que no funcionan. Coincidiendo con la noticia del retiro de Dark-Alex, muchos sceners han hecho custom firmwares engañosos que pueden llevar a que la consola se brickee totalmente. Los custom firmwares falsos son:
- 5.55 TMX: procedente del team chileno TEAM MX. Este custom firmware se presentó como una solución para que arrancara los juegos que eran compatibles con el firmware 5.55, pero es una falsificación de la 5.00 M33 basada en un plugin que cambiaba la versión en la información del sistema, y fue criticado duramente por usuarios a los que cuando se instalaba su custom firmware falso, su PSP ya no encendía. Su blog ya ha sido retirado y no se ha vuelto a tener más noticias del Team MX.

- 6.00 MAC-B: procedente del team MAC, aún sin página web, pero en activo. Es un custom firmware creado por ellos. Una de sus mejoras es por ejemplo, permitir el arranque de emuladores desde el propio firmware, pero no hay fuente ni página oficial, con lo cual se duda si es un fake, aunque el scener freeplay ya ha puesto un video desmontando el último video que ha puesto el team MAC, se duda si es fake, ya que como hemos citado anteriormente, no tienen página web ni blog donde alojar su custom firmware.

- 6.10 M33: un scener, haciéndose pasar por Dark-Alex, publicó en un video de YouTube una versión 6.10 M33 que parecía verdadera, pero que no lo era. Funcionaba de la siguiente manera: tras arrancar la actualización del firmware falsa, en vez de mostrar el mismo menú de M33 (un menú parecido al que aparece tras instalar cualquier firmware oficial), mostraba la pantalla en negro y unas letras. Al darle al botón, copiaba los archivos, pero los mostraba, cosa que el firmware de dark-alex no realizaba. Además, el cambio del menú no estaba confirmado por dark-alex. Otra razón a favor de que es falsa y no muestra ni el resultado del proceso, ni si arranca las isos que no funcionan con la 5.00 M33 ni nada que confirme que funcione. El video aún sigue en esa página web, aunque el usuario que colgó este video no se ha conectado.

- 5.55 LDX-1 Y LDX-2: este custom firmware procede de Turquía. Un team de ese mismo país había diseñado un Custom Firmware 5.55 que con sus menús era verdadera, pero que luego después parecía ser que los archivos del firmware relativos a la memory stick no funcionaban y no se podía acceder al menú XMB en el botón "memory stick" desde la PSP. Se hizo una segunda versión, también falsa, porque como en los anteriores firmwares falsos no funcionaban los juegos de la PSP que requerían el firmware oficial 5.55, y también no funcionaban los temas PTF, desde la PSP, al intentar arrancar un archivo de estas características, el menú XMB se mostraba, pero el fondo, dándole a "original", se mostraba también en blanco. Lo que sorprende es que no han creado cuenta del YouTube igual que los anteriores custom firmware falsos. Solo se muestran videos que los usuarios han subido en YouTube.

- 6.20 MAD-001 002 Y 003: este custom firmware se presentó también como una solución al Digital Comics y a los juegos que eran compatibles a la 5.55 y 6.00 original. Esta solución se iba a presentar justamente dos días después del San Valentín de 2010, pero luego se descubrió que era fake, porque para que funcionase el instalador había que renombrar el firmware 6.20 a 6.30, y en febrero no existía esa actualización. Tampoco tenía cuenta de YouTube o página web, y en realidad esto era un firmware original, en la revisión 001 y 002, y se colgaba cuando decía que detectaba la 6.30.PBP, otra sintomatología de que era falso. Se hizo una tercera versión, pero se descubrió que era un virus para Windows que dañaba todos los archivos y robaba la IP, el sistema operativo y la versión del navegador y la publicaba en internet.

- 6.40 W.C.D.: consiste en un eboot.pbp del 5.03 y hace pensar a la PSP que se va a actualizar a 6.40. El autor especifica que lo ha probado en PSPs Japonesas. Se publicó el día 5 de septiembre de 2010, día de WCD. Resultó ser falso el mismo día de su publicación (no se sabe con exactitud el porqué). Ponexisaac, el creador del downgrader, desapareció temporalmente justamente poco después de subir el archivo, por lo cual de inmediato se dijo que es falso, el creador de este proyecto ya ha hablado y dice que no es falso su proyecto. Pero hay que esperar unos días para ver que pasa.

## Briqueo de la PSP
Un brick (o brikeo) de la PlayStation Portable es un bloqueo de la propia consola. Se le dice "brickeo" por el término en inglés brick, que significa ladrillo, refiriéndose a cómo queda la consola tras una intervención fallida, tan útil (o inútil, mejor dicho, al ser un aparato electrónico) como un ladrillo. Puede ocurrir por distintas razones, como pueden ser:
- Una actualización fallida.
- Una mala escritura en la flash de la PSP.
- Introducir un gameboot o fuentes, que exceden la capacidad real de la memoria flash.
- Interrumpir una actualización del firmware.

### Síntomas de briqueo
Los síntomas de un briqueo de la PSP pueden ser varios:
- La PSP no se enciende.
- La PSP se enciende pero al poco tiempo se apaga.
- Se enciende el LED verde pero no la pantalla y luego se apaga instantáneamente.
- Se enciende bien la PSP pero al navegar por el menú o iniciar un juego se bloquea o se apaga.

La solución más típica es que si la PSP está en garantía se lleve al servicio técnico de Sony o a la tienda donde se compró la videoconsola. Pero también hay otras soluciones. Una de las más conocidas es el llamado Despertar del Cementerio, en el cual se debe usar una batería Pandora (o una normal pandorizada) y una memory stick mágica. En Internet hay muchas páginas que ofrecen muchos métodos para desbrikear la consola de Sony.

## Curiosidades
- Existe un emulador de la consola PSP, desarrollado en Java, aparte del mostrado en las conferencias de Sony. Con él se pueden hacer funcionar en un ordenador las películas, juegos y demás, diseñados para la PSP.

- En 2006 se filtraron bajo el nombre de UMD Tools algunas aplicaciones del Sony UMD Composer, un conjunto de herramientas utilizadas por los desarrolladores de Sony para crear las imágenes de los UMD Video.

- Los sceners han desarrollado múltiples formas para poder ejecutar backups, copias de videojuegos y homebrew, software casero. Utilizan como medio las tarjetas de memoria de PSP, Memory Stick Pro Duo. Hoy en día existen muchas versiones no oficiales de firmware para la PSP, como la 5.00 M33-6 o la 5.01 TDP lanzada en enero de 2009 con mejoras. Hay numerosas páginas web con tutoriales para cambiar los firmwares.

- En internet pueden encontrarse software, software homebrew, numerosas piezas de recambio, accesorios y periféricos como: carcasas especiales, batería con duración extra, protector, sensor de movimiento, adaptadores de Memory Stick Pro Duo a microSD card, cargador solar, cables compuestos para ver las imágenes de cualquier PSP, incluida la PSP 1000, en un televisor... no autorizados por Sony que cambian el aspecto de la consola o producen aplicaciones o problemas o soluciones inesperados.

- Existe un campeonato anual de homebrew para PSP, denominado PSP Genesis Competition, organizado por Wololo.net que anualmente premia a los mejores programas en cada categoría. En su primera edición, en el año 2011, la suma total de los premios de la competición fue de 4750$.

- Actualmente también hay torneos o eventos de homebrew y juegos creados en poco tiempo para el PSP, la PSP Game Jam es la más popular actualmente y ha tenido varias ediciones, su actual ganador es el youtuber mexicano "Luigi2498" el cual crea contenido dedicado al PSP en español, el reto consistía en crear un videojuego completamente nuevo para el PSP en tan solo una semana, luego de esa semana habría varios juegos postulados los cuales serían votados por la comunidad, el premio finalmente se le otorgó a Luigi2498, ganó un premio el cual rondaba los 200 dólares americanos, todo gracias a su videojuego de plataforma Glitchy el cual eligió la comunidad.

- Otro evento importante hoy en día es la PSP Homebrew Conference la cual se hace anualmente y resume todo lo relacionado al PSP ocurrido en el año, sería una especie de E3